# سیارک ۹۵۵۱
سیارک ۹۵۵۱ (به انگلیسی: 9551 Kazi، نامگذاری:1985UJ) نه هزار و پانصد و پنجاه و یکمین سیارک کشف شده‌است که در ۲۰ اکتبر ۱۹۸۵ کشف شد.
قدر مطلق سیارک برابر ۱۵٫۷۰ است.